# Anna Godbersen
Œuvres principales
- Série Rebelles

Anna Godbersen, née le 10 avril 1980 à Berkeley en Californie, est une écrivaine américaine, principalement connue pour la série Rebelles.

## Biographie
Anna Godbersen est née le 10 avril 1980 à Berkeley dans l'État de Californie, et a étudié au Barnard College. 
Elle vit aujourd'hui dans le quartier de Brooklyn à New York.

## Œuvres

### SérieRebelles(titre original:The Luxe)
La série se déroule pendant le Gilded Age, et met en scène les trahisons, scandales, secrets, et mystères de l'élite de Manhattan. L'histoire tourne autour des débutantes Elizabeth et Diana Holland, Penelope Hayes; du cadet Henry Schoonmaker et son meilleur ami Teddy Cutting; et de la domestique Lina Broud.
Il ne s'agit pas ici uniquement de romans se déroulant dans une époque différente, mais d'une véritable plongée dans le New York du début du XXe siècle : chaque chapitre débute par une petite note échangée entre les personnages, un article de journal ou un extrait d'ouvrage sur les grandes familles de New York.
1. Rebelles ((en) The Luxe)
2. Rumeurs ((en) Rumours)
3. Tricheuses ((en) Envy)
4. Vénéneuses ((en) Splendor)

### TrilogieTout ce qui brille(titre original:Bright Young Things)
Cette trilogie se déroulent dans les années 1920.
1. Tout ce qui brille ((en) Bright Young Things)
2. Une saison à Long Island ((en) Beautiful Days)
3. Un baiser pour la nuit ((en) The Lucky Ones)